# 佐々木拓丸
佐々木 拓丸（ささき たくまる）は、日本の漫画家。

## 作品

### 連載
- 極道つぶし（『週刊ヤングジャンプ』2004年23号 - 2005年25号） - 連載デビュー作[1]。
- SINfinity（『週刊ヤングジャンプ』2007年50号 - 2008年18号、『月刊ヤングジャンプ』2008年6月号 - 12月号）
- Eから弾きな。（『イブニング』2012年20号 - 2013年23号）※佐佐木拓丸名義
- Re:ロード（『週刊漫画ゴラク』2016年6月3日号（No.2514） - 2017年8月11日号） - 隔週連載。

### 読切
- ベストピクチャー（『ヤングジャンプ増刊 漫革』Vol.27、2002年）
- 暴力幼稚園坂巻三郎（『ヤングジャンプ増刊 漫革』Vol.30、2002年）
- 逆ギレ窓拭き（『ヤングジャンプ増刊 漫革』Vol.33、2003年）
- LASTRIDE（『ヤングジャンプ増刊 漫革』Vol.41、2004年）
- 極道つぶし 特別編 チャド（『ヤングジャンプ増刊 漫革』Vol.46、2005年）
- Ringing（『ヤングジャンプ増刊 シゴト魂』、2005年）
- RES PARADOX（『週刊ヤングジャンプ』2007年27号）
- うるわしの自動販売機（『ビジネスジャンプ増刊 BJ魂』Vol.45、2009年）
- 髭妖精（『アオハル』第0.5号、2011年）